# Шишкино (Волоколамский район)
Шишкино — деревня в Волоколамском районе Московской области России.
Относится к сельскому поселению Чисменское, до муниципальной реформы 2006 года относилась к Анинскому сельскому округу. Население — 8 чел. (2010).

## Население
| 1852 | 1859 | 1926 | 2002 | 2006 | 2010 |
| ---- | ---- | ---- | ---- | ---- | ---- |
| 269  | ↗299 | ↗435 | ↘3   | ↗4   | ↗8   |

## Расположение
Деревня Шишкино расположена примерно в 11 км к востоку от центра города Волоколамска, на берегу ручья Осинниковского, впадающего в реку Каменку (бассейн Иваньковского водохранилища). На территории зарегистрировано два садовых товарищества. Ближайшие населённые пункты — деревни Лысцево, Рождествено и Амельфино.

## Исторические сведения
В «Списке населённых мест» 1862 года Шишкино (Шашкино) — казённая деревня 2-го стана Волоколамского уезда Московской губернии по левую сторону почтового Московского тракта (из Волоколамска), в 12 верстах от уездного города, при безымянной речке, с 42 дворами и 299 жителями (148 мужчин, 151 женщина).
По данным на 1890 год входила в состав Аннинской волости Волоколамского уезда, число душ мужского пола составляло 138 человек.
В 1913 году — 64 двора, фабрика Старшиновых и чайная лавка.
По материалам Всесоюзной переписи населения 1926 года — центр Шишкинского сельсовета Аннинской волости, проживало 435 жителей (189 мужчин, 246 женщин), насчитывалось 78 хозяйств, имелась школа.
С 1929 года — населённый пункт в составе Волоколамского района Московской области.